# Moderne Résidence
Le Moderne Résidence est un immeuble de rapport situé dans le Boulevard Jacques Bertrand à Charleroi (Belgique). Il a été construit en 1938 par l'architecte Alfred Machelidon.

## Histoire
Le terrain sur lequel il se développe a une largeur de 12,5 mètres et une profondeur de 23,5 mètres, précédemment occupé par l'impasse de Coppin.

## Architecture
En 1938 l'architecte Alfred Machelidon marque avec un style moderne l'efficacité de la planification du bâtiment. Des appartements de différentes valeurs sont réalisés au-dessus du commerce. Au rez-de-chaussée se trouve la galerie Barbier qui permet de répartir les flux entre habitants et clients en optimisant l'espace. Le bâtiment est divisé en deux blocs, où le commerce se poursuit sur quatre niveaux dans la partie arrière. Une cour au premier étage sépare les deux volumes,. L'entrée des appartements se fait depuis le centre de chaque logement, ce qui permet une répartition efficace entre les zones de jour et de nuit. Du côté de la rue, il y a le salon et la cuisine, au milieu le hall avec les services et 2 chambres donnent sur la cour derrière. Les 12 appartements sont disposés, deux par niveau, du premier au septième étage. L'axe de division des appartements est perceptible à partir de la conception symétrique de la façade. La division est soulignée par une partie surélevée qui court verticalement le long de la façade et rejoint le toit en saillie du dernier étage. Cet élément distribue le rythme des volumes arrondis des salons et des balcons en saillie. Un choix architectural qui donne l'effet plastique de la façade.

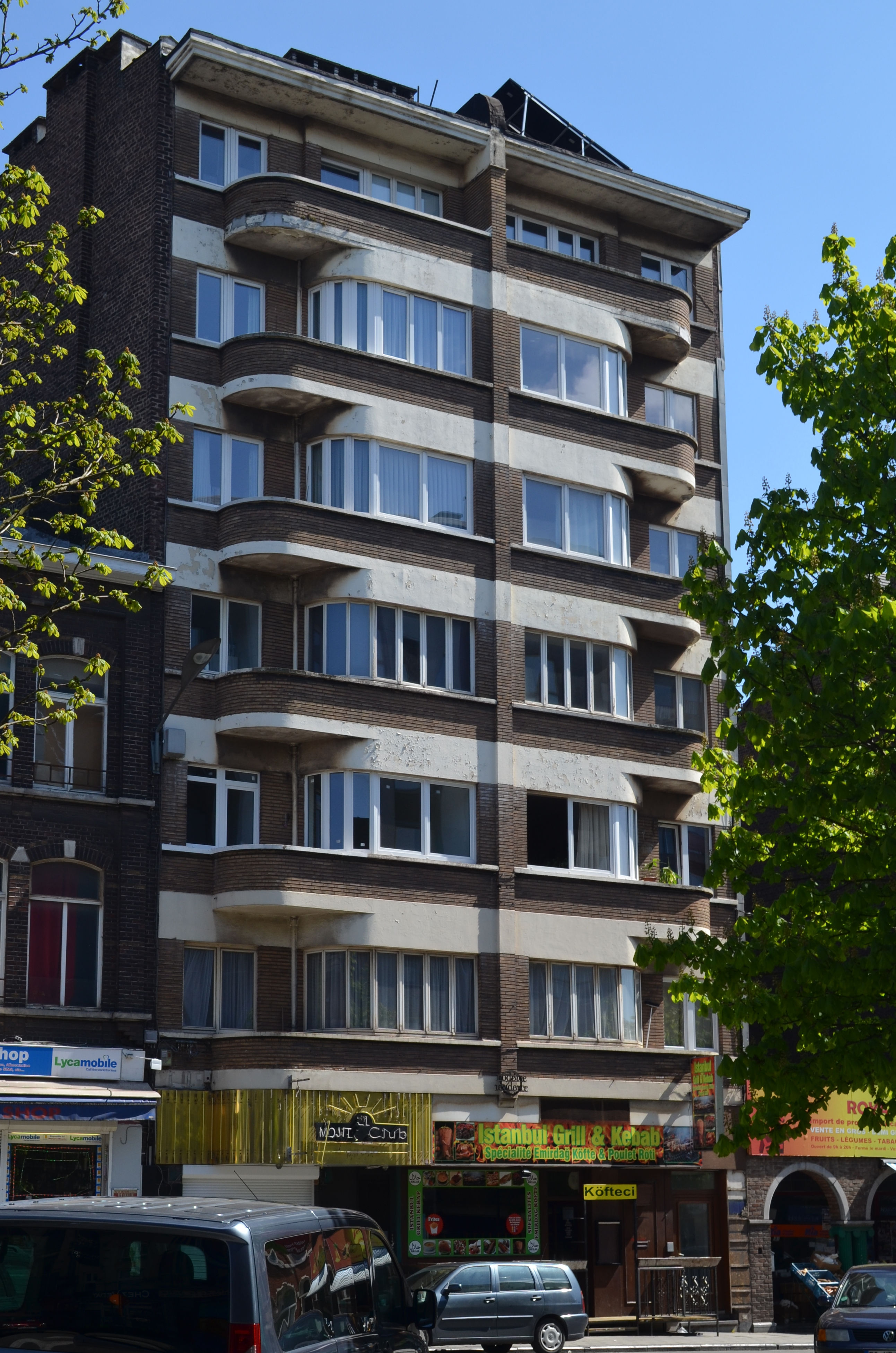
Vue transversale de la façade.
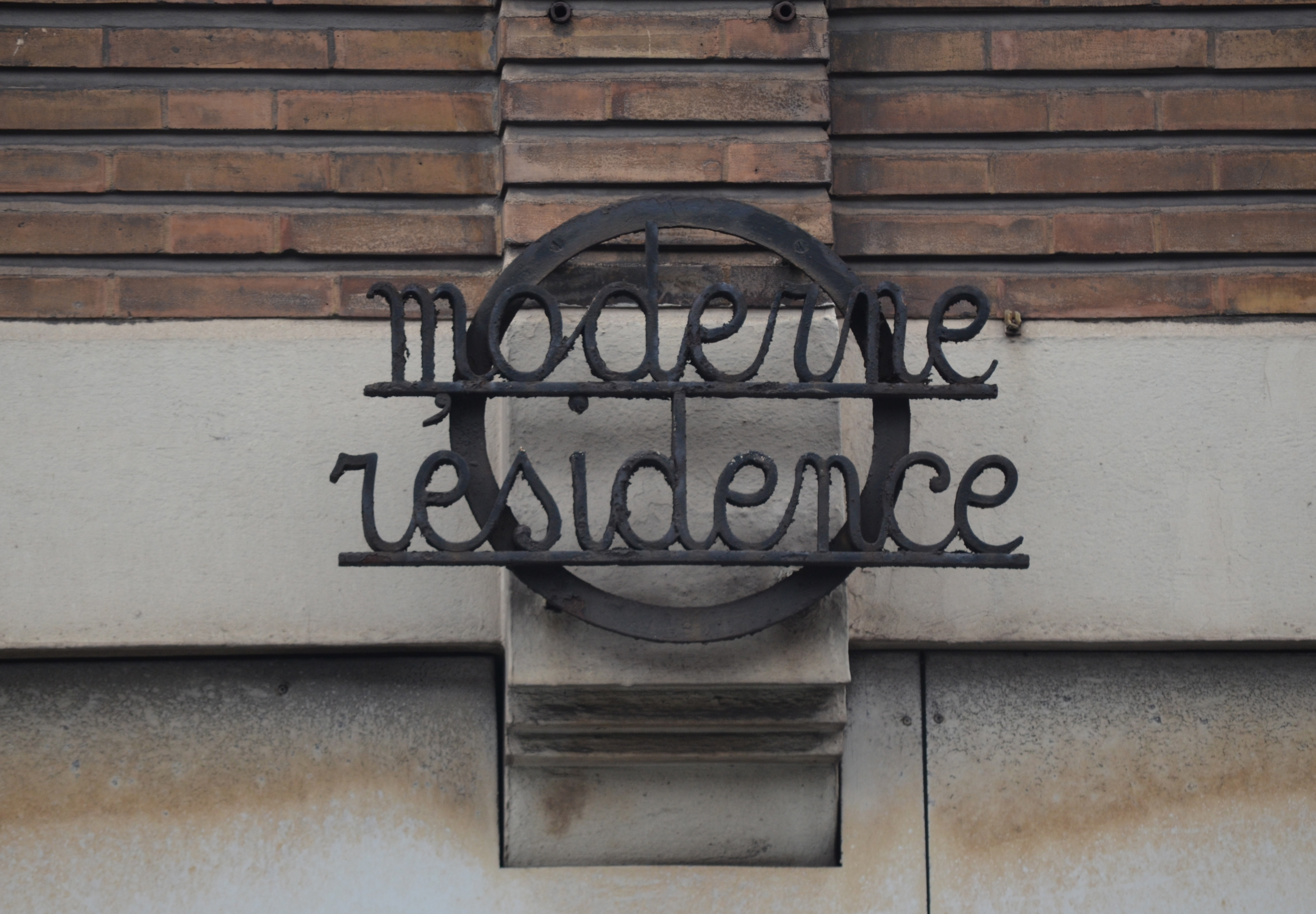
Plaque métallique placée au centre de la façade, entre le rez-de-chaussée et le premier étage.